# آب نارک (استهبان)
آب نارک (استهبان)، روستایی از توابع بخش مرکزی شهرستان استهبان در استان فارس ایران است.

## جمعیت
این روستا در دهستان ایج قرار دارد و براساس سرشماری مرکز آمار ایران در سال ۱۳۸۵، جمعیت آن ۱۹۱ نفر (۳۹خانوار) بوده‌است.